# Grengewald
Grengewald är en skog i Luxemburg.   Den ligger i distriktet Luxemburg, i den centrala delen av landet, 8 kilometer nordost om huvudstaden Luxemburg.
I omgivningarna runt Grengewald växer i huvudsak blandskog. Runt Grengewald är det ganska tätbefolkat, med 166 invånare per kvadratkilometer.